# Rivière Lacolle
Pour les articles homonymes, voir Lacolle (homonymie).
La rivière Lacolle coule sur 24 km dans la municipalité de Lacolle et Saint-Bernard-de-Lacolle, dans la MRC Le Haut-Richelieu, en Montérégie, sur la rive-sud du Fleuve Saint-Laurent, dans la province de Québec, au Canada. L'économie de ce bassin versant est essentiellement agricole (notamment des vergers) et récréotouristique notamment le populaire Parc safari de Hemmingford dont l'exploitation a débuté en 1972, son club de golf champêtre et trois cidreries.

## Géographie
Les principaux bassins versants voisins de la rivière Lacolle sont :
- côté nord : cours d'eau Barrière, rivière l'Acadie ;
- côté est : rivière Richelieu ;
- côté sud : lac Champlain, ruisseau Beaver Meadow ;
- côté ouest : rivière l'Acadie.

Cette petite rivière tire sa source de plusieurs ruisseaux à la limite Est du canton d'Hemmingford, à 2 km au nord de la frontière Canada-États-Unis.
Cette petite rivière coule sur 8,6 km jusqu'à croiser l'autoroute 15, d'abord en traversant vers le nord le Parc Safari d'Hemmingford, dans le rang "9e Concession Sud du Domaine", puis s'oriente vers le sud-est. Après avoir traversé l'autoroute 15, cette rivière bifurque vers le nord-est pour couler sur 7,1 km jusqu'à la "Grande décharge Mailloux". Puis la rivière coule sur 3,2 km vers l'est jusqu'au chemin de fer qui passe du côté est du village de Lacolle. Elle traverse le village de Lacolle en faisant un grand serpentin.
Après avoir coupé le chemin de fer du Canadien National à 5,45 km à l'ouest de la rivière Richelieu, la rivière Lacolle coule directement vers l'est en serpentinant, en parallèle (du côté nord) à la route 202 et du tronçon de chemin de fer enjambant la rivière Richelieu.
La rivière Lacolle se déverse dans la rivière Richelieu par sa rive ouest, à 4,8 km au nord de la frontière Canada-États-Unis, juste au nord du pont Jean-Jacques-Bertrand. Son embouchure est située à la limite des rangs "1e Concession du le Domaine" et "Concession sur la rivière Richelieu", dans l'ex-municipalité de la paroisse de Notre-Dame-du-Mont-Carmel qui a été fusionnée à la municipalité de Lacolle en 2001. Son embouchure est située en zone inondable, à la hauteur de l'île Ash, qui est rattachée de la municipalité de Noyan, située en face, sur la rive Est de la rivière Richelieu.
À partir de la rivière Richelieu, la rivière Lacolle est navigable avec une embarcation de rivière jusqu'à la route 223. De là, sa largeur devient plus étroite en allant vers l'amont.

## Histoire
Par sa position géographique près de l'embouchure nord du Lac Champlain, et étant un tributaire de la rivière Richelieu, le bassin hydrographique de la rivière Lacolle constituait une zone stratégique sur les plans militaires et du commerce fluvial.
Le secteur de la rivière Lacolle a servi de première ligne de défense de Montréal en 1812. Des Britanniques, des Canadiens et des Mokawks ont fait face aux soldats américains en défendant la frontière du Canada.
À l'origine de la Nouvelle-France, ce secteur relevait du Gouvernement de Montréal. Plusieurs barrages ont été érigés sur la rivière Lacolle afin d'activer des moulins à scie et à farine et faciliter la drave des billots flottants sur l'eau.

## Toponyme Lacolle
Le toponyme « rivière Lacolle » tire vraisemblablement son origine au moins au XVIIIe siècle de l'ancienne appellation de la "montagne à Roméo". Située au sud-ouest de l'embouchure de la rivière Lacolle, à 5,5 km (en ligne directe) de la rivière Richelieu, cette colline est désignée « La Colle » au XVIIIe siècle. Cette forme dialectale est dérivée du latin « collis », colline. D'ailleurs, la forme « La Colle » est surtout en usage en Provence, en France. Avec la pratique populaire dans le Haut-Richelieu, l'article défini « La » et le mot « colle » se sont fusionnés.
En 1733, une seigneurie de deux lieues de front (9,6 km) par trois de profondeur (14,4 km) sur la rivière Richelieu, est concédée à Louis Denys de La Ronde (1675-1741). En 1741, la concession lui est retirée et rattachée au domaine du Roi, car ses obligations de seigneur n'avaient pas été remplies. Le 22 mars 1743, la seigneurie est octroyée à son fils Daniel Liénard de Beaujeu. Pour la première fois, le toponyme de la rivière est mentionné à l'Acte de concession : « ... d'une étendue de deux lieues de terre de front sur trois lieues de profondeur ....dans lequel terrain se trouve la rivière dite à la Colle ... ». Le cours de la « rivière à la Colle » apparaît sur deux cartes de la fin du Régime français, l'une dressée par Nicolas Bellin (1744) et l'autre par Franquet (1752).
Le toponyme « Rivière Lacolle » a été officialisé le 5 décembre 1968 à la Banque des noms de lieux de la Commission de toponymie du Québec.